# Podkorzeniak siateczkowy
Podkorzeniak siateczkowy (Hysterangium separabile Zeller) – gatunek grzybów z rodziny podkorzeniakowatych (Hysterangiaceae).

## Systematyka i nazewnictwo
Pozycja w klasyfikacji według Index Fungorum: Hysterangium, Hysterangiaceae, Hysterangiales, Phallomycetidae, Agaricomycetes, Agaricomycotina, Basidiomycota, Fungi.
Nazwę polską zaproponował Władysław Wojewoda w 2003 r. W polskim piśmiennictwie mykologicznym gatunek ten opisywany był też jako korzeniak siateczkowy.

## Morfologia
Owocnik tworzy się pod ziemią, jest kulisty, na przekroju widoczne ciemnooliwkowe wnętrze. Na zewnątrz najpierw białawy, potem różowawy albo brudnoczerwonawobrązowy.

## Występowanie
W Polsce gatunek rzadki. Opisano tylko kilka jego stanowisk, wszystkie sprzed II wojny światowej: Gdańsk (1921 r.), Elbląg (1926 r.), Nowy Świat (1892 r.), Brudzyni (1929 r.), Oborniki Śląskie (1889 r.), Międzyrzecze Podlaskie (1900 r.). Po II wojnie światowej podano tylko jedno stanowisko w Pienińskim Parku Narodowym (1972 r.). Znajduje się na Czerwonej liście roślin i grzybów Polski. W latach 2007–2009 ponownie udało się go tu odnaleźć Ma status E – gatunek wymierający. Znajduje się na listach gatunków zagrożonych także w Niemczech, Danii, Finlandii.